# Пістолет-кулемет

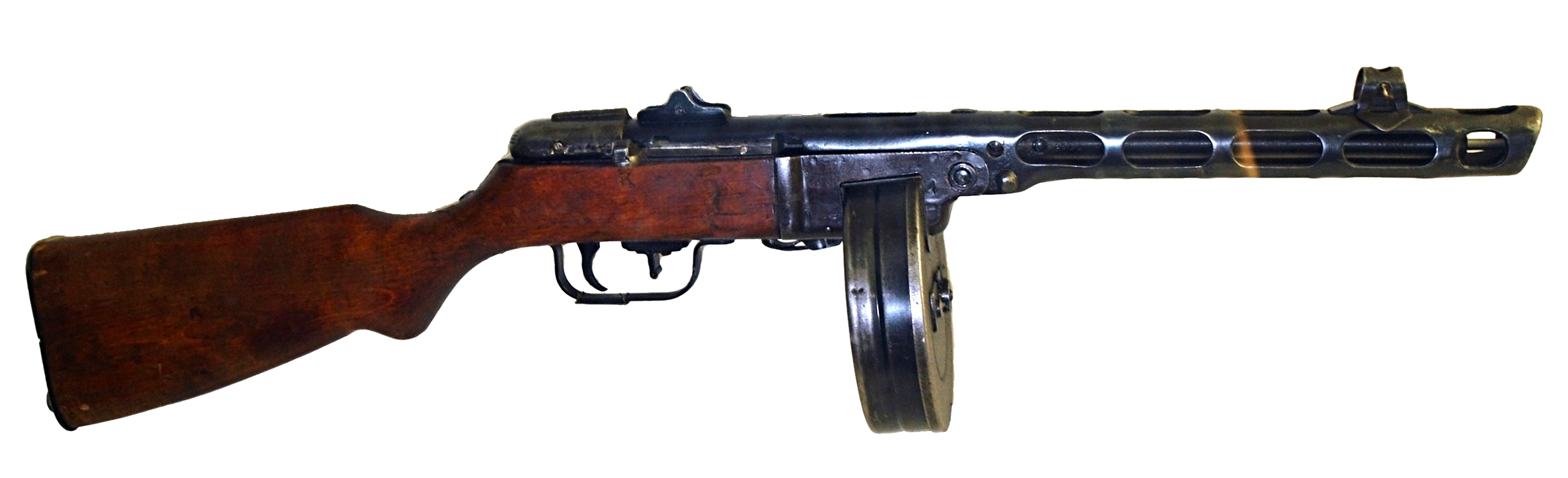
Пістолет-кулемет Шпагіна 1941 (ППШ-41)

Пістоле́т-кулеме́т (ПК) — індивідуальна стрілецька автоматична зброя для враження живої сили супротивника на відстані до 200 м. Від автоматичних гвинтівок відрізняється використанням пістолетних набоїв. Калібр від 4,6 до 11,43 мм. Має коробчатий (25–35 набоїв) або барабанний магазин (100 набоїв) . Темп стрільби 450–1500 пострілів за 1 хвилину.
Перший зразок створено італійцем А. Ревеллі (Villar-Perosa) в 1915 р. В Червоній Армії на озброєнні були пістолет-кулемет В. А. Дегтярьова (ППД-34/40), Р. С. Шпагіна (ППШ-41), О. І. Судаєва (ППС-43), в німецькій армії — зразка 1938-40 (MP-40), в американській — МЗ, в британській — «STEN», у фінській — «Suomi». Мали широке застосування в Другій світовій війні. Їх зазвичай називають автоматами.
Серед нових розробок можна назвати бельгійський FN P90 та німецький HK МР7А1.
Нині використовують як зброю поліції, також перебуває на озброєнні підрозділів спеціального призначення.

## Терміни та визначення
Часто пістолет-кулемет (ПК) називають різновидом автомата, що, по-перше, суперечить принципу історизму, оскільки ПК виник як вид зброї раніше, ніж автомат у сучасному розумінні цього слова, відповідно, не може бути його різновидом, а по-друге — виключає з розгляду велику кількість моделей ПК, які не мають форм-фактора карабіна, таких, як багато модифікації MP5K або Agram 2000.
Головною відмінністю пістолетів-кулеметів від автоматів / «штурмових гвинтівок» є застосування порівняно малопотужних пістолетних патронів. Це дозволяє використовувати простіші схеми роботи автоматики, що використовують енергію відбою вільного або напіввільного затвора, а також спрощує і здешевлює конструкцію зброї в цілому.
В результаті для пістолетів-кулеметів характерні відносно висока надійність (обумовлена простотою пристрою), менші в порівнянні з автоматами і гвинтівками габарити і маса (для сучасних зразків), порівняльна дешевизна, а також — поєднання високого темпу стрільби (до 1 000 постр./хв) і практичної скорострільності (до 80–100 постр./хв) з порівняно низьким відбоєм (в порівнянні з гвинтівковим або проміжним патроном).
У той же час, ведення з них ефективного вогню на дистанції понад 200–300 метрів (для найсучасніших моделей під пістолетні патрони нового покоління — до 300–400 м) практично неможливо через невисоку потужність боєприпасів, малу настильність траєкторії і вражаючу здатність кулі, що істотно обмежує застосування пістолетів-кулеметів у частинах сучасних регулярних армій.
Правда, прицільні пристосування ПК, особливо — старих моделей, випущених до Другої світової війни, можуть бути розмічені і до 500 метрів, але практика бойового застосування ПП швидко зруйнувала ці ілюзії, в результаті більшість зразків, розроблених в період Другої світової війни, вже мали найпримітивніші прицільні пристосування, що допускають ведення вогню на дальність 100–200 метрів, що цілком відповідало їхнім реальним бойовим якостям.
У даний час пістолет-кулемет (ПК) найчастіше використовується органами правопорядку, спецслужбами, групами швидкого реагування та штурмовими підрозділами.Також він застосовується екіпажами бронетехніки, артилерійськими розрахунками, ракетниками, зв’язківцями, тиловими офіцерами та іншими військовослужбовцями, для яких безпосередній вогневий контакт з противником не є штатною ситуацією (так звана «друга лінія»). У таких випадках ПК використовується як зброя самооборони — завдяки малим габаритам за порівняно високої вогневої потужності. Бойове призначення сучасного ПК можна сформулювати як — вогневий контакт в умовах щільної міської забудови на дистанціях до 100–150 м, або безпосередня самооборона військовослужбовців в ближньому бою.
В історичній перспективі, ПК є надзвичайно різноманітним видом зброї, що включає в себе цілий спектр зразків, від тих, що нагадують за габаритами ручний кулемет і забезпечених сошками для підвищення стійкості при веденні вогню чергами — до гранично мініатюрних, призначених для прихованого носіння. Навіть серед сучасних представників цього класу спостерігається велика різноманітність форм-факторів та масово-габаритних характеристик. При цьому за принципом дії практично всі сучасні зразки ПК більш-менш ідентичні, а їх основні відмінності стосуються таких областей, як технологія виготовлення, порядок складання і розбирання, ергономіка, зручність носіння та експлуатації, і так далі.
Малогабаритні ПК наближаються до пістолетів, здатних вести автоматичний вогонь, подібно до АПС або Beretta 93R, але, на відміну від останніх, для ПК вогонь чергами завжди є основним його видом, тому в порівнянні з автоматичними пістолетами вони зазвичай мають великі габарити і довжину ствола, місткість магазина, потужність, а також — не мають кожуха-затвора пістолетного типу, що оточує ствол. Втім, при цьому, наприклад, польський PM-63 RAK традиційно належить до ПК, але має кожух-затвор, а Micro Uzi, хоч і побудований за схемою «справжнього» ПК, все ж ближче до автоматичних пістолетів.
В якійсь мірі новим типом зброї, створеним в останні десятиліття на основі ПК і значною мірою близьким до них за характеристиками і призначенням, є так звана особиста зброя самооборони військовослужбовця, або PDW — компактна автоматична зброя для ближнього бою, виконана під пістолетні патрони підвищеної потужності з поліпшеною балістикою і пробивною здатністю кулі.